# オゾン化グリセリン

## 概要
オゾン化グリセリン（英: Ozonized Glycerin / Ozonated Glycerin）は、グリセリンにオゾンを反応させて得られる化合物である。グリセリンをオゾン酸化することで、グリセリン分子内にオゾン化合物が生成される。医療分野や美容などの分野において利用され、その殺菌・抗菌作用、抗炎症、創傷治癒促進特性が注目されている。

## 発明過程と背景
オゾン化グリセリンは、1973年に設立された株式会社VMC（現 株式会社メディプラス製薬）によって2001年に開発された特許技術に基づく化合物である。この発明は、医療現場での課題解決から着想を得て開発された。

## 起源と着想
当初、医療機関で使用されていたオゾン水が、頻繁な手洗いによる手荒れを防ぎ、さらには皮膚の再生促進に寄与していることが注目されていた。ここから、オゾンの医療利用におけるさらなる可能性が探求されるようになり、より安定した形態での応用が求められた。

## 技術的課題
オゾンは非常に不安定であり、短期間で分解してしまう特性があるため、これを安定的に利用することが技術的な課題であった。また、オゾン特有の強い匂いも使用にあたり問題となっていた。

## 解決への道筋と用途
VMC（現 株式会社メディプラス製薬)は、植物由来のグリセリンをオゾンと反応させるプロセスを開発した。このプロセスにより、オゾンの効果の安定化と無臭化が実現され、特許（番号: 7534001）として登録された。この技術の確立により、以下のような効果が確認された：
- 抗菌・殺菌作用[4][5][6]
- 抗炎症作用[7]
- 創傷治癒促進[8]
- 細胞増殖促進[9][10]
- コラーゲン合成促進[9]
- 保湿および美白効果[1]

また、この技術は当初、室温保存で最大3か月、冷凍保存で約１年の安定性を持つ製品を生み出した。しかし、室温での安定性を確保するにはさらに長い研究期間を要し、最終的に2022年に安定化技術が完成した。

## 安全性
オゾン化グリセリンの安全性は、主に皮膚や口腔での外用剤として確認されている。